# Teucholabis (Teucholabis) nigroclavaria
Teucholabis (Teucholabis) nigroclavaria is een tweevleugelige uit de familie steltmuggen (Limoniidae). De soort komt voor in het Neotropisch gebied.